# 1-я Берёзовая аллея
1-я Берёзовая аллея — аллея на Каменном острове в Петроградском районе Санкт-Петербурга. Проходит от Каменноостровского проспекта до Боковой аллеи.

## История
В 1909 году присвоено название Берёзовая аллея. Современное название 1-я Берёзовая аллея возникло в 1914 году в связи с появлением ещё одной Берёзовой аллеи.

## Достопримечательности
- № 1 — усадьба Михина, 1909, арх. В. С. Ястржембский.  7802203000
- Парк «Тихий отдых»  7801077001.
- Дом № 2 Дача В. В. Долгорукова (принца П. Г. Ольденбургского)  7810381000 (1831—1833 гг., арх-р С. Л. Шустов) — оригинальное здание первой трети XIX века сгорело в 1978-м, перестроено с изменением материалов и оформления[3].
- Дом № 5 — усадьба Михина (сейчас детский сад)  7802203000
- Государственная резиденция «К-1» (дом 20)[4].
- Дом № 16—18, лит. А — особняк Криличевской (с участком парка)  7802204000. Дом в неоклассическом стиле был построен в 1915—1916 годах по проекту гражданского инженера Н. Н. Верёвкина. Фасады здания были сложены из розового песчаника, центральную часть украшала лоджия над тройной открытой аркадой. После революции особняк отдали детскому дому, в 1992-м здание было безвозмездно передано Петербургской епархии как резиденция для митрополитов. Хотя здание имеет охранный статус как памятник культуры, в период под управлением РПЦ его отремонтировали, внеся значительные искажёния в исторический облик. В частности, ажурная открытая лоджия начала XX века была застеклена[3][5]. В советское время здание занимало проектное бюро, а с начала 1990-х годов в нём располагается резиденция митрополита Санкт-Петербургского и Ладожского[6].
- № 17 — дача Г. Г. фан Гильзе фан дер Пальса. Голландский подданный, купец 1-й гильдии фан Гильзе приобрёл участок в 1886 году, по его заказу к середине 1890-х были построены два дачных дома с хозяйственными флигелями и оранжереями. В 1897-м купец арендовал крупный участок к югу от 1-й Берёзовой аллеи и разбил на нём ландшафтный парк с прудом. В 1905-м фан Гильзе пригласил архитектора В. Ю. Йогансена построить новую деревянную дачу согласно моде того времени: с ясным ритмом фасада, двухскатной кровлей, облицовкой «под фахверк». После революции дачу включили в санаторий Каменного острова. В 1994-м её капитально отремонтировали и передали в ведение пограничных войск РФ[7].